# 구모브스키-미라 사상

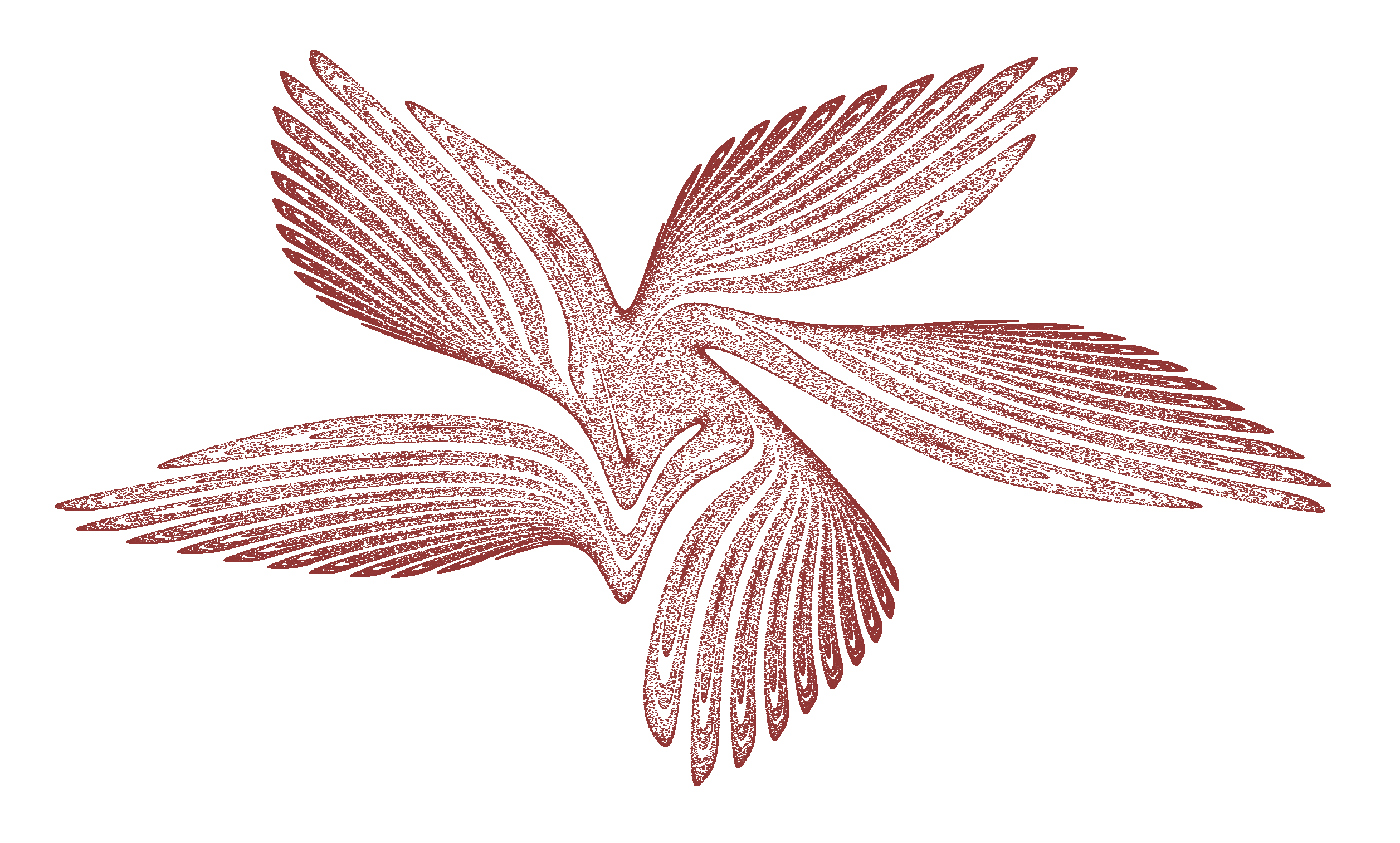
구모브스키-미라 사상의 이상한 끌개의 예. 미라는 이 끌개를 '신화의 새'(Mythic Bird)로 명명했다.

구모브스키-미라 사상(gumowski-mira map)은 이고르 구모브스키(Igor Gumowski)와 크리스찬 미라(Christian Mira)에 의해서 발표된 비선형계 2차원 이산역학계이다. 입자 가속기와 저장링(Storage ring)의 불안정성의 연구에서 나왔다. 위상평면상에 다양한 형태의 이상한 끌개가 나타나는 것으로 알려져 있다.

## 사상
이산역학계란 n 을 정수의 시간으로 보고, n 번째 상태 xn 이 그 이전인 n−1 번째 상태 xn−1 에 의해 하나로 결정되는 법칙이 주어지는 계이다. 2차원의 계란 x 와 y 의 순서쌍 (x, y) = x 를 하나의 상태로 보는 계이다. xn 과 xn+1 의 관계를 정한 함수를 동역학계에서는 단순히 사상이라고도 한다. 구모브스키-미라 사상으로 소개된 사상은 제각각이나, 다음의 두 형태의 사상 f1 과 f2 가 구모브스키와 미라에 의해 발표된 것이다.
{\displaystyle f_{1}={\begin{cases}x_{n+1}=y_{n}+g(x_{n})\\y_{n+1}=-x_{n}+g(x_{n+1})\end{cases}}}
{\displaystyle f_{2}={\begin{cases}x_{n+1}=y_{n}+\alpha y_{n}(1-\sigma y_{n}^{2})+g(x_{n})\\y_{n+1}=-x_{n}+g(x_{n+1})\end{cases}}}
α 와 σ 는 매개변수(정수 계수)이다. 사상 f1 의 야코비 행렬은 1 로 보존계에 상당한다. f2 에서는 αyn(1 − σyn) 이라는 항이 추가되고, 이것이 감소를 발휘하며, f2 는 산일계에 상당한다. α 가 작으면 보존계에 가까운 준보준계라고 할 수 있다.
g(x)는 구모브스키와 미라가 '유계비선형성'(bounded nonlinerity)이라고 부른 항으로, 다음의 두 가지 형태로 주어진다.
{\displaystyle g_{1}(x)=\mu x+{\frac {2(1-\mu )x^{2}}{1+x^{2}}}}
{\displaystyle g_{2}(x)=\mu x+(1-\mu )x^{2}\exp({\frac {1-x^{2}}{4}})}
μ 는 매개변수로, 구모브스키와 미라는 −1 ≤ μ ≤ 1 의 범위로 할당했다.
μ 의 값이 1 보다 작아질 정도로 사상의 비선형성이 강해진다.
특히 f2 와 g1 이 합쳐진
{\displaystyle {\begin{cases}x_{n+1}=y_{n}+\alpha y_{n}(1-\sigma y_{n}^{2})+\mu x_{n}+{\dfrac {2(1-\mu )x_{n}^{2}}{1+x_{n}^{2}}}\\y_{n+1}=-x_{n}+\mu x_{n+1}+{\dfrac {2(1-\mu )x_{n+1}^{2}}{1+x_{n+1}^{2}}}\end{cases}}}
라는 형태의 사상이 '구모브스키-미라 사상'으로 소개되는 경우가 많다.
구모브스키는 1960년대부터 1970년대에 걸쳐 제네바의 유럽 입자 물리 연구소에서 입자 가속기와 저장링의 불안정성을 연구했다. 입자 가속기 혹은 저장링 내에서의 입자의 가로 방향 운동을 표현하기 위한 모델로 구모브스키와 미라는 보존계의 사상 f1 및 비선형 항 g1 과 g2 를 도입했다. 준보존계 f2 와 함께 구모브스키와 미라의 1980년 저서에서 이들의 사상과 그 계산 결과가 기록됐다.

## 궤도, 끌개

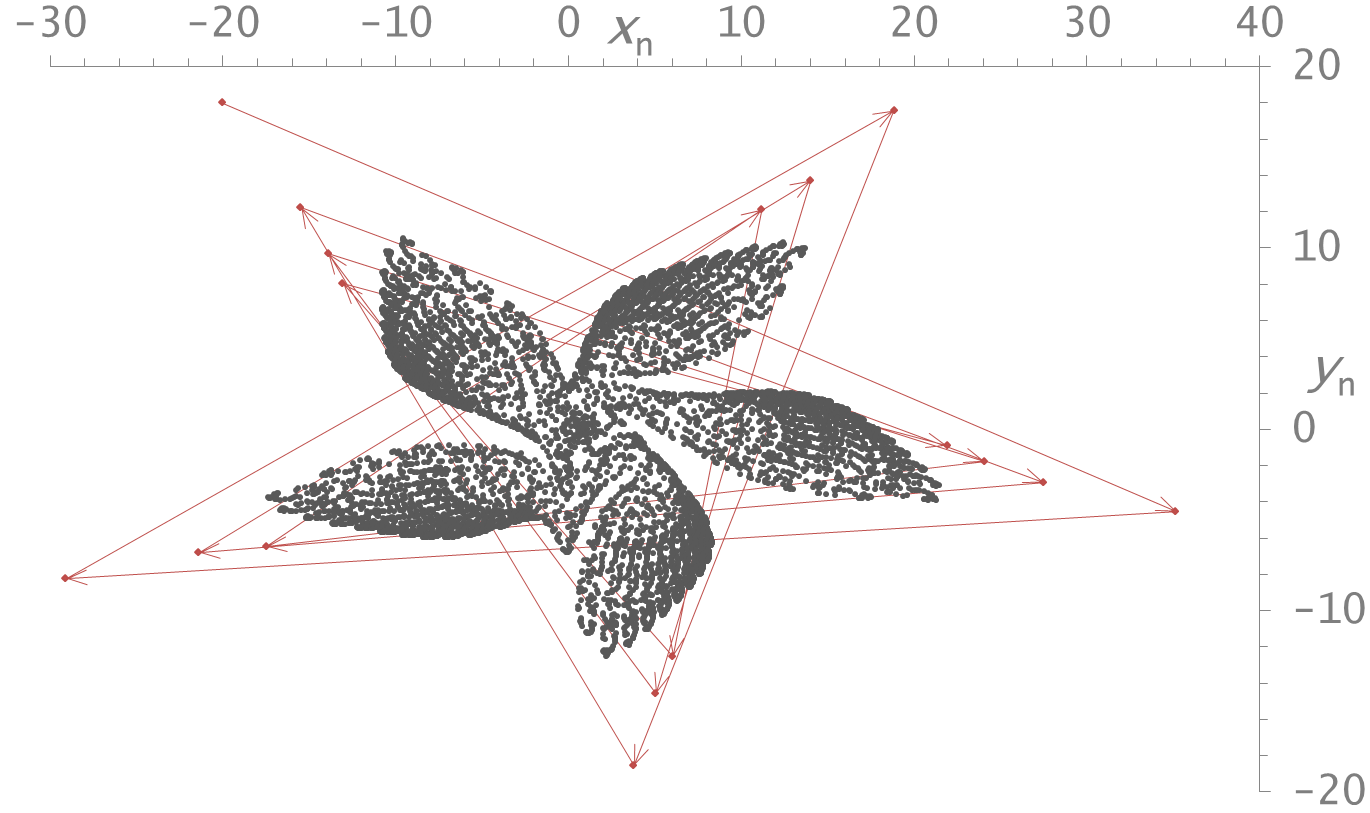
이상한 끌개(검은색으로 찍힌 점)과 그곳으로 흡인되는 하나의 궤도(빨간색으로 찍힌 점과 보조 화살표)의 모습. 궤도는 회전하면서 이상한 끌개의 영역으로 수렴한다.

적당한 초기값 x0 = (x0, y0) 을 할당하고, 사상을 반복해 적용하는 것으로 이산역학계는 (x0, x1, x2,...)라는 궤도를 만든다. 궤도는 위상 평면(x-y 평면)상에서 열거된다. 구모브스키-미라 사상은 어느 매개변수 범위에서 이상한 끌개를 가지고 있다. 주변의 궤도를 흡인하는 부분공간이 있고, 그 부분공간 위에서 궤도는 비주기로 초기값에 예민한 점의 배열로 된다. 한편, 그 부분공간 자체는 변하지 않고, 일정 형상을 유지한다. 이러한 부분공간을 이상한 끌개라고 한다.
구모브스키-미라 사상은 다종다양한 형상의 이상한 끌개가 나타나는 것으로 알려져 있다. 구모브스키-미라 사상은 미적인 창작에서도 이용됐다. 특히 f2 와 g1 로 이루어지는 사상의 새의 날개와 같은 끌개는 유명하고, 매개변수 (α, σ, μ) 가 (0.008, 0.05, −0.496) 일 때에는 3장의 날개가, (0.009, 0.05, −0.801) 일 때에는 5장의 날개가 그려진다. 미라는 이를 '신화의 새'(mythic bird)라고 이름을 붙였다.
매개변수의 값에 다라서는 이상한 끌개 이외의 끌개도 나타나고, 안정적인 주기점의 끌개도 나타난다. 매개변수의 값에 따라 해의 움직임이 정성적으로 변화하는 것을 역학계에서는 분기라고 부른다. 구모브스키-미라 사상은 μ 에 대해 예민하게 반응해 분기하는 경향을 가진다. 아래에 산일계의 구모브스키-미라 사상(f2)의 궤도(끌개)와 보존계의 구모브스키-미라 사상(f1)의 궤도의 예시를 보인다.

이산계의 구모브스키-미라 사상의 끌개
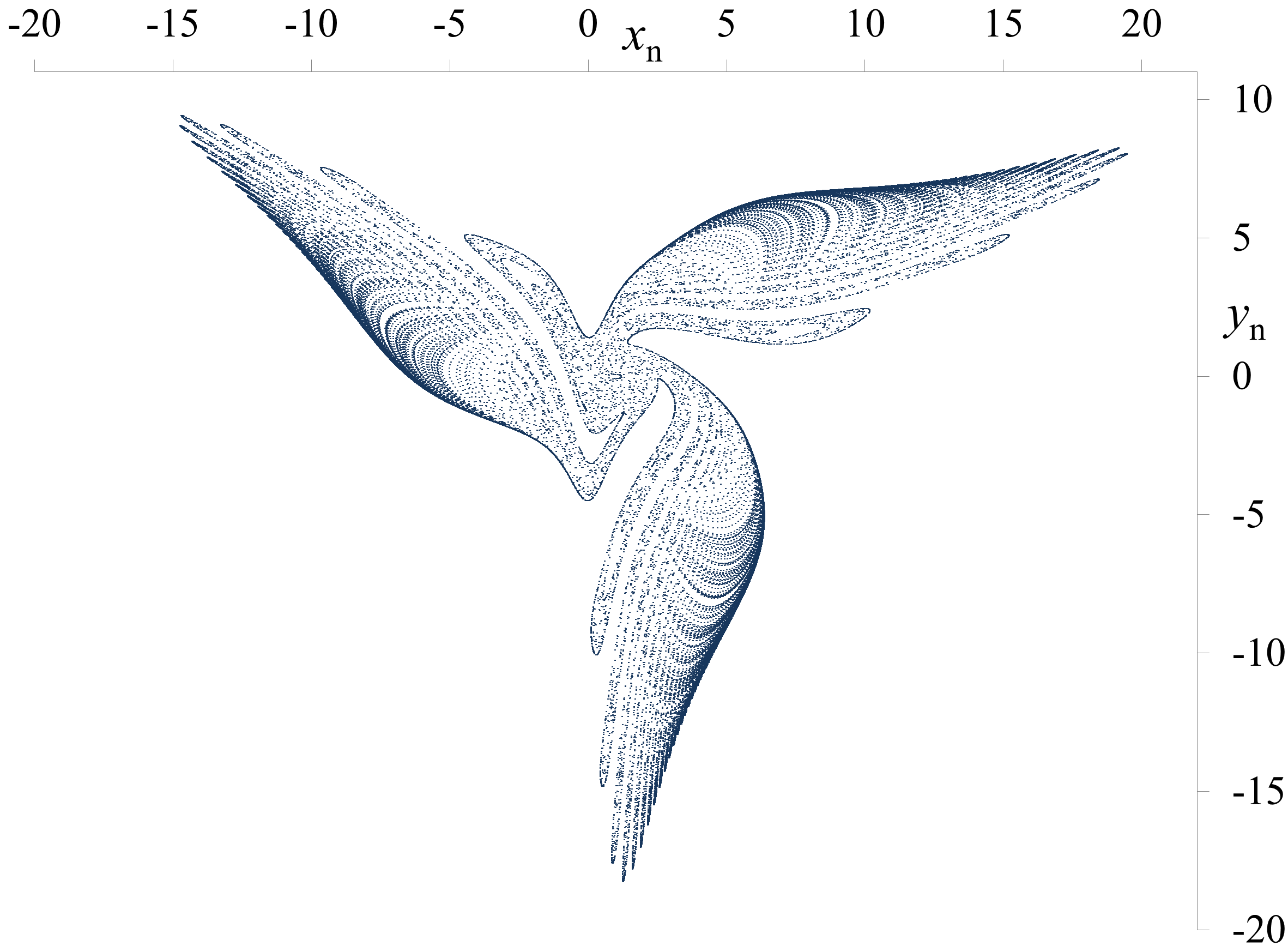
f2-g1, α = 0.008, σ = 0.05, μ = −0.496
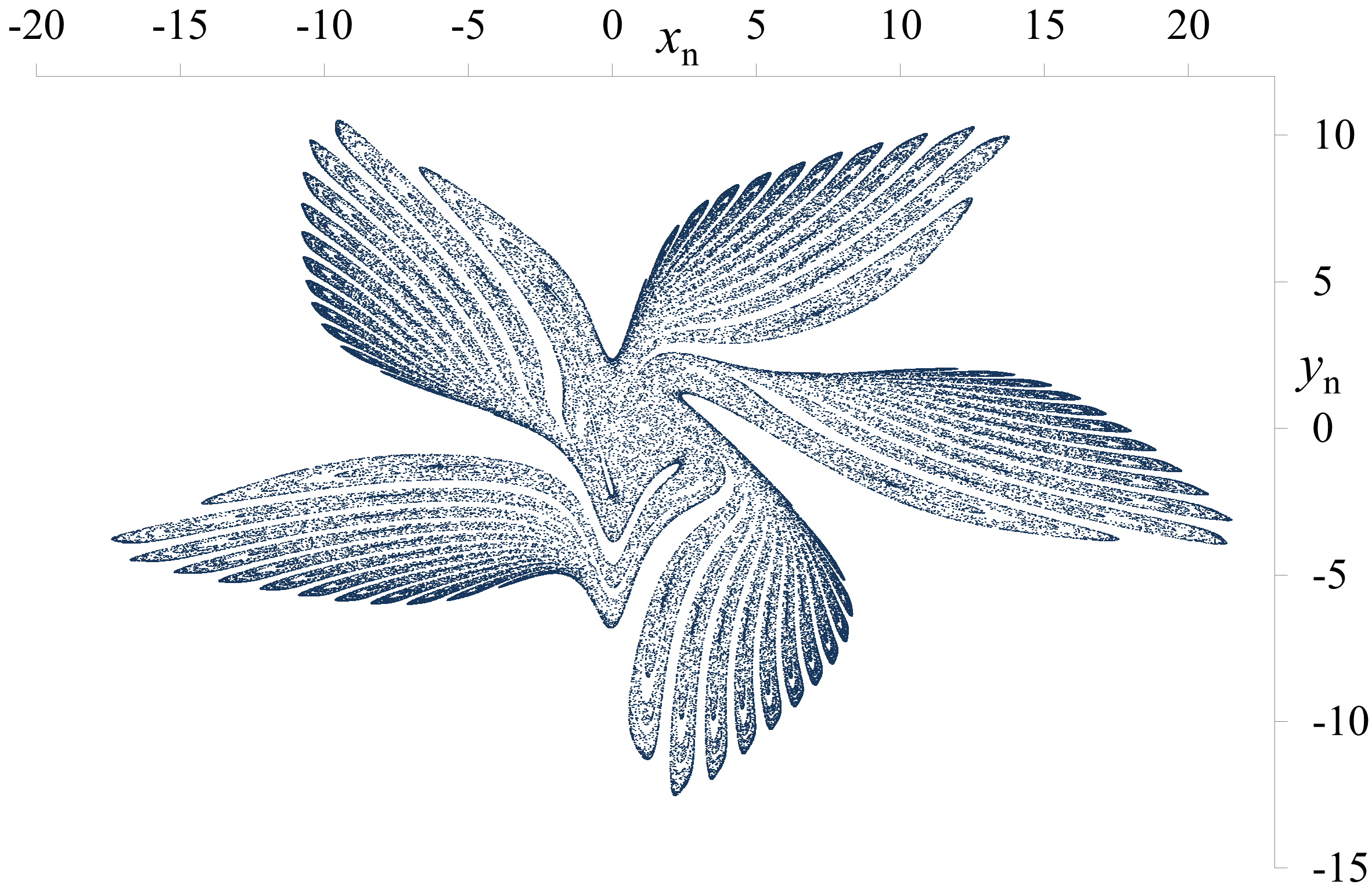
f2-g1, α = 0.009, σ = 0.05, μ = −0.801
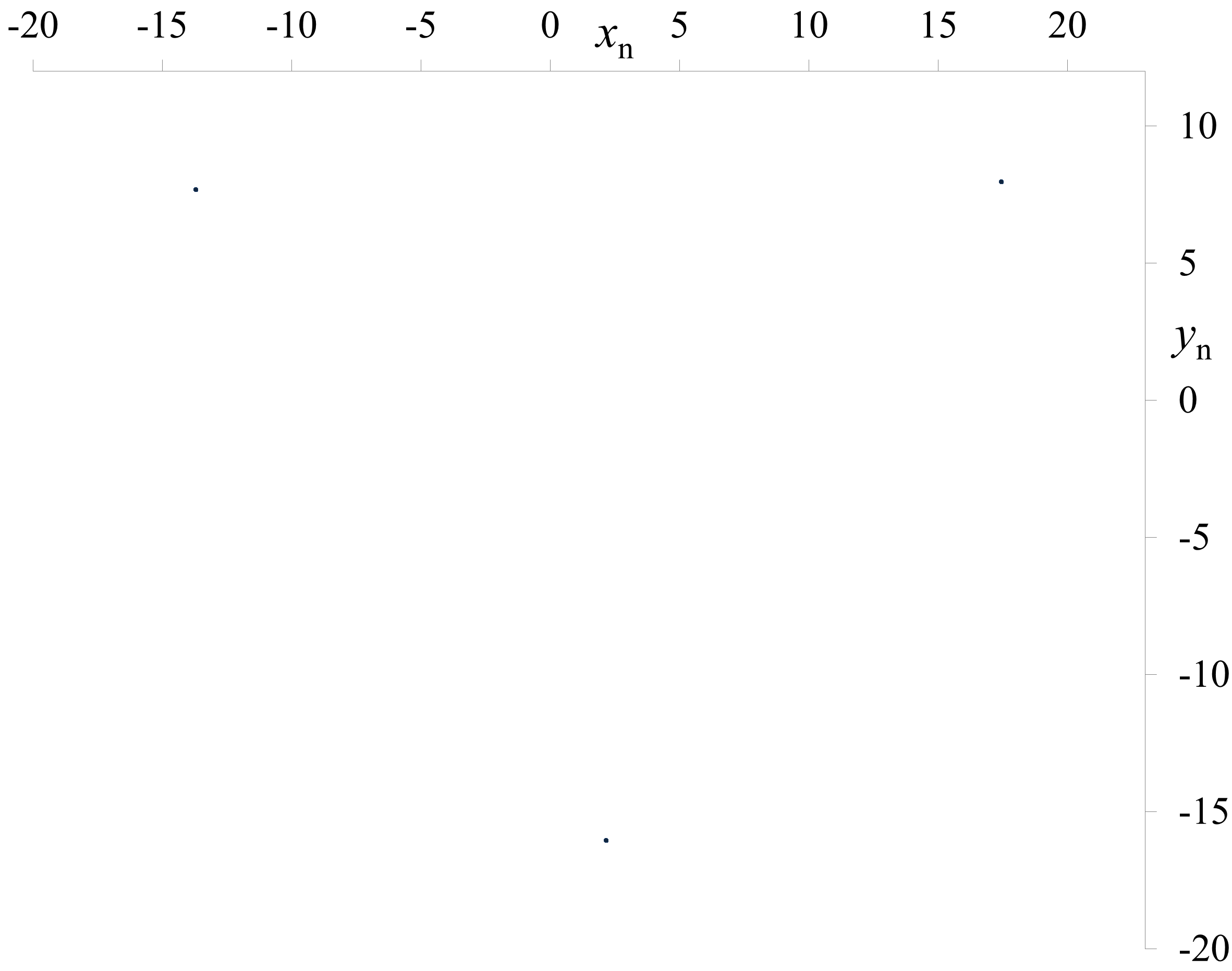
f2-g1, α = 0.005, σ = 0.05, μ = −0.5 (3개의 주기점)
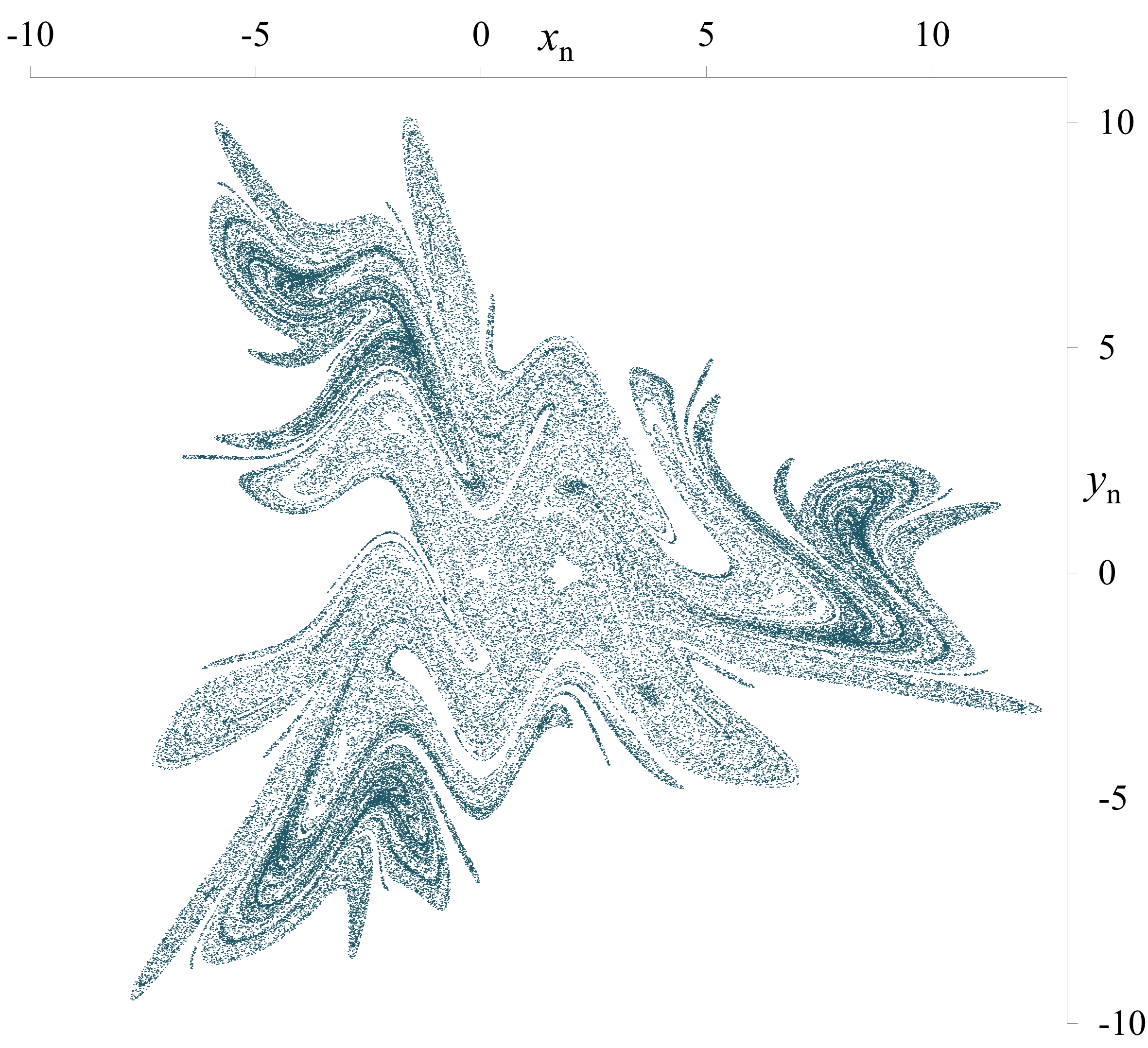
f2-g2, α = 0.0083, σ = 0.1, μ = −0.38
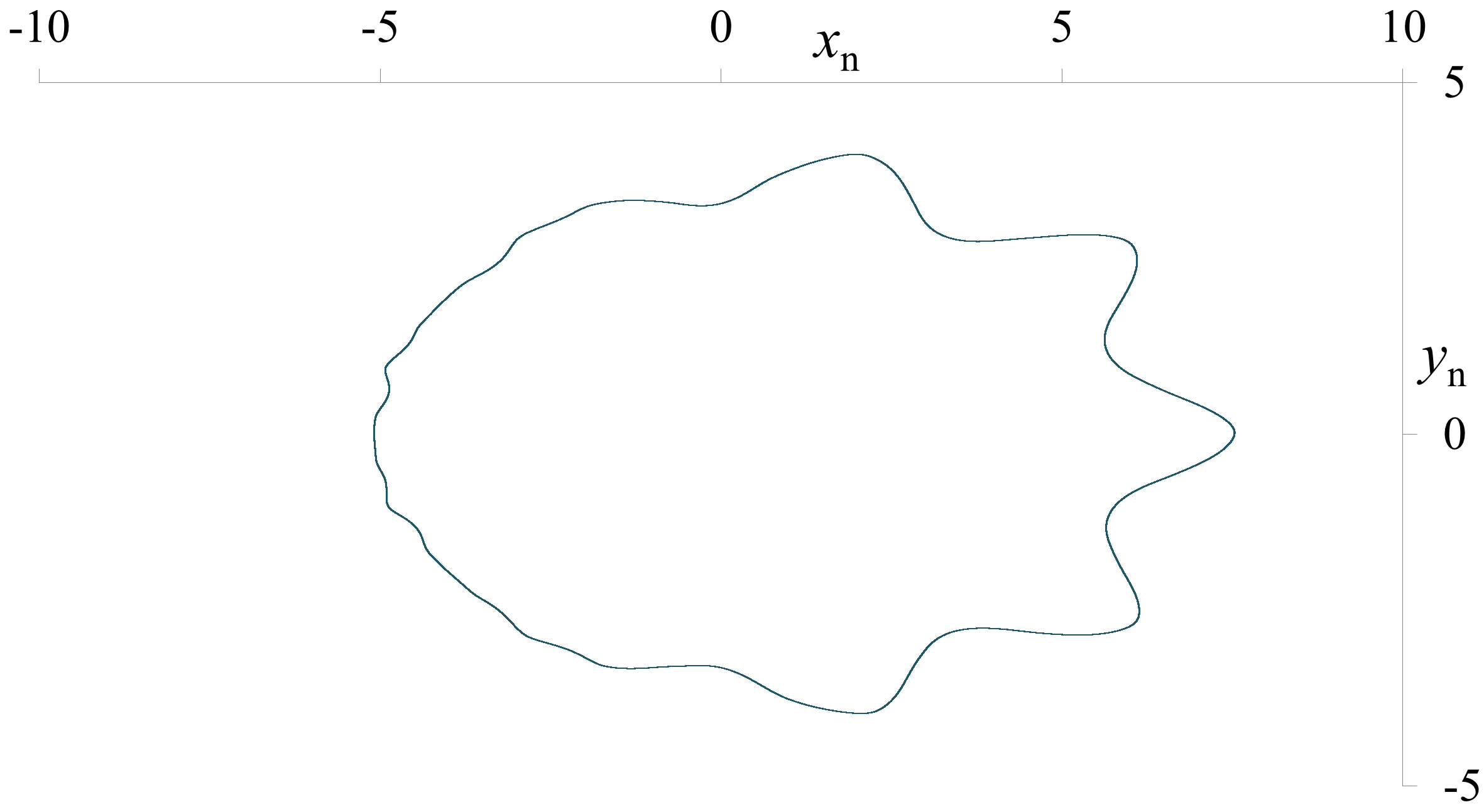
f2-g2, α = 0.01, σ = 0.1, μ = 0.8
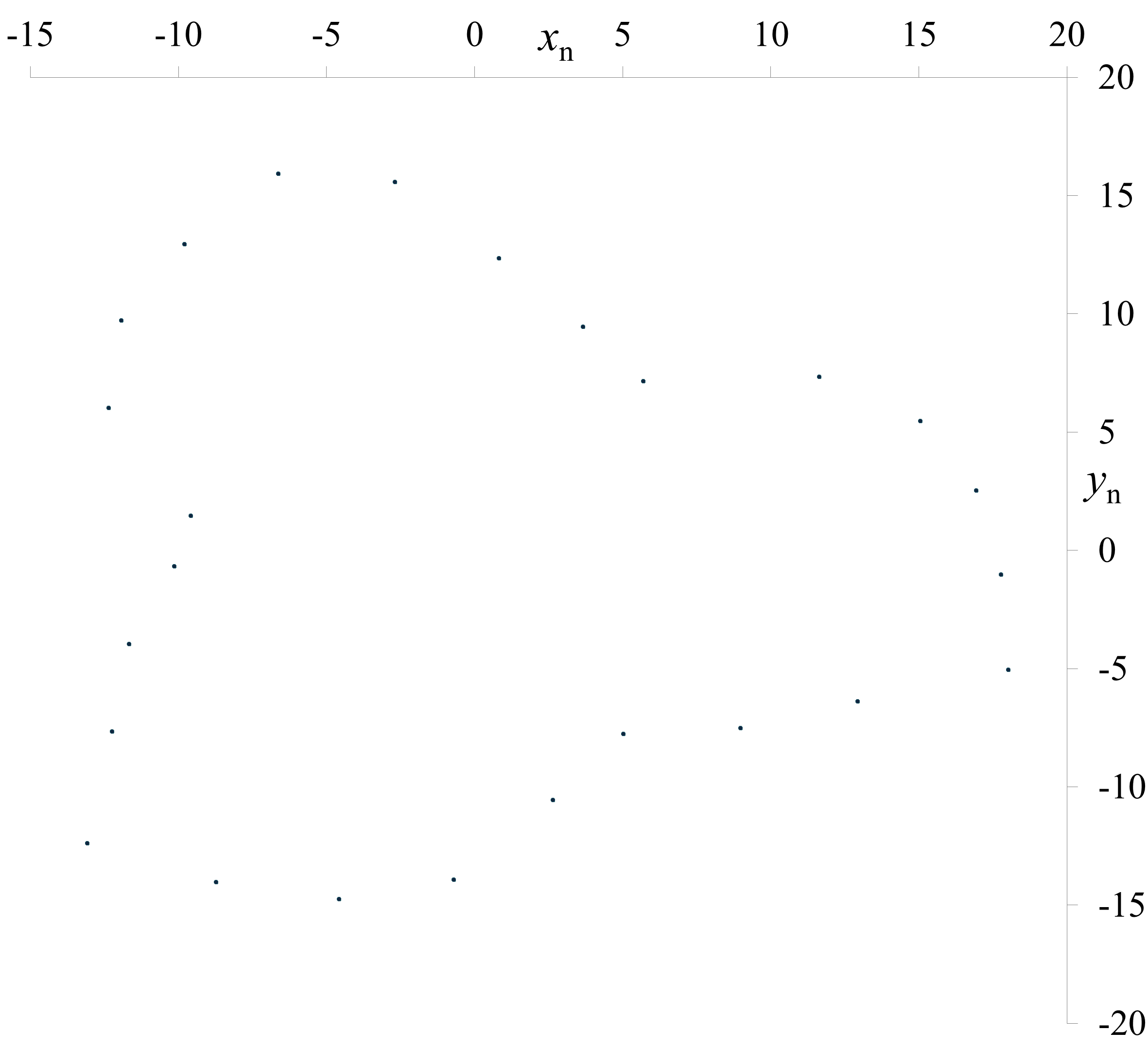
f2-g2, α = 0.07, σ = 0.0075, μ = −0.43 (25개의 주기점)

보존계의 구모브스키-미라 사상의 궤도
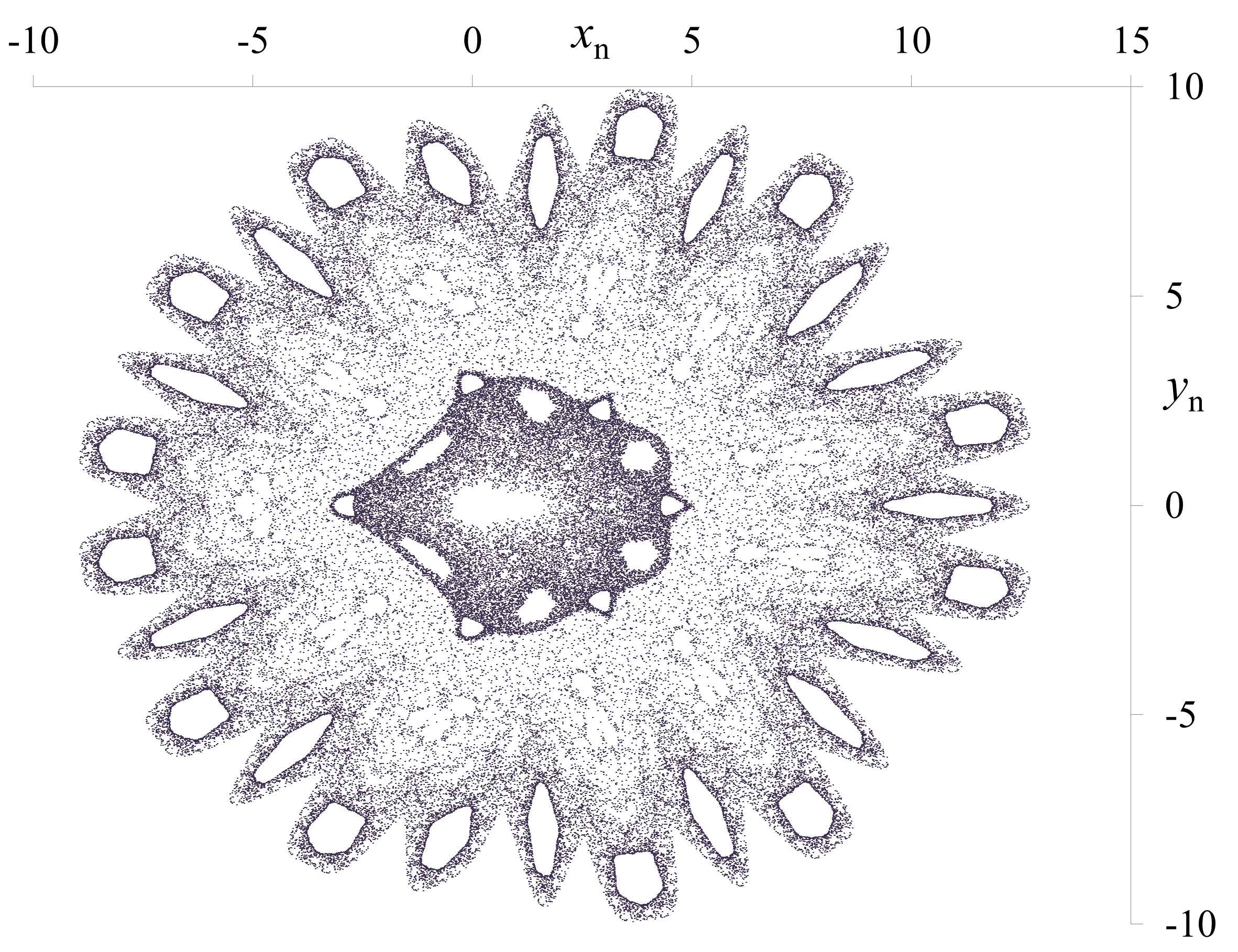
f1-g1, μ = 0.39, x0 = 1, y0 = 1
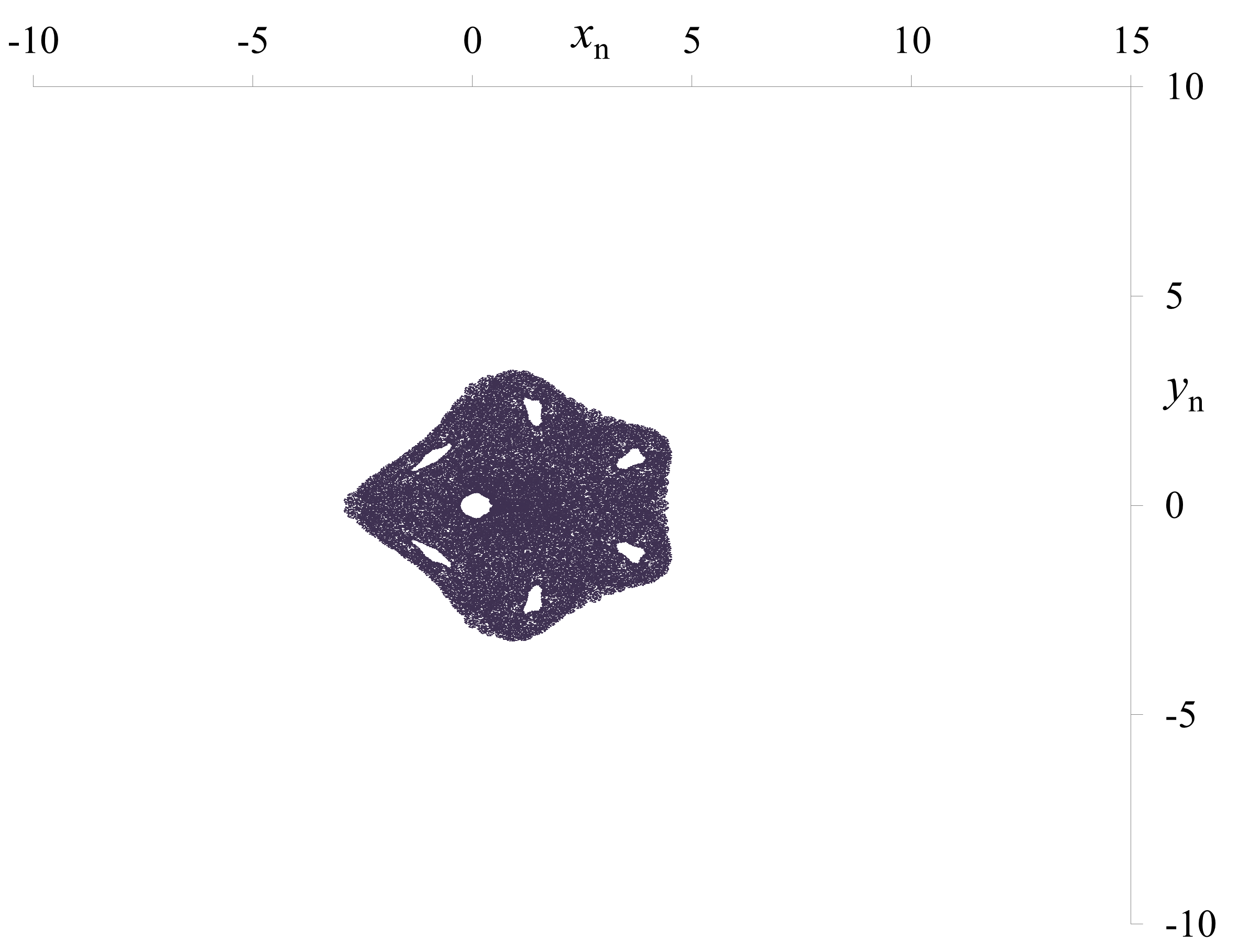
f1-g1, μ = 0.365, x0 = 1, y0 = 1
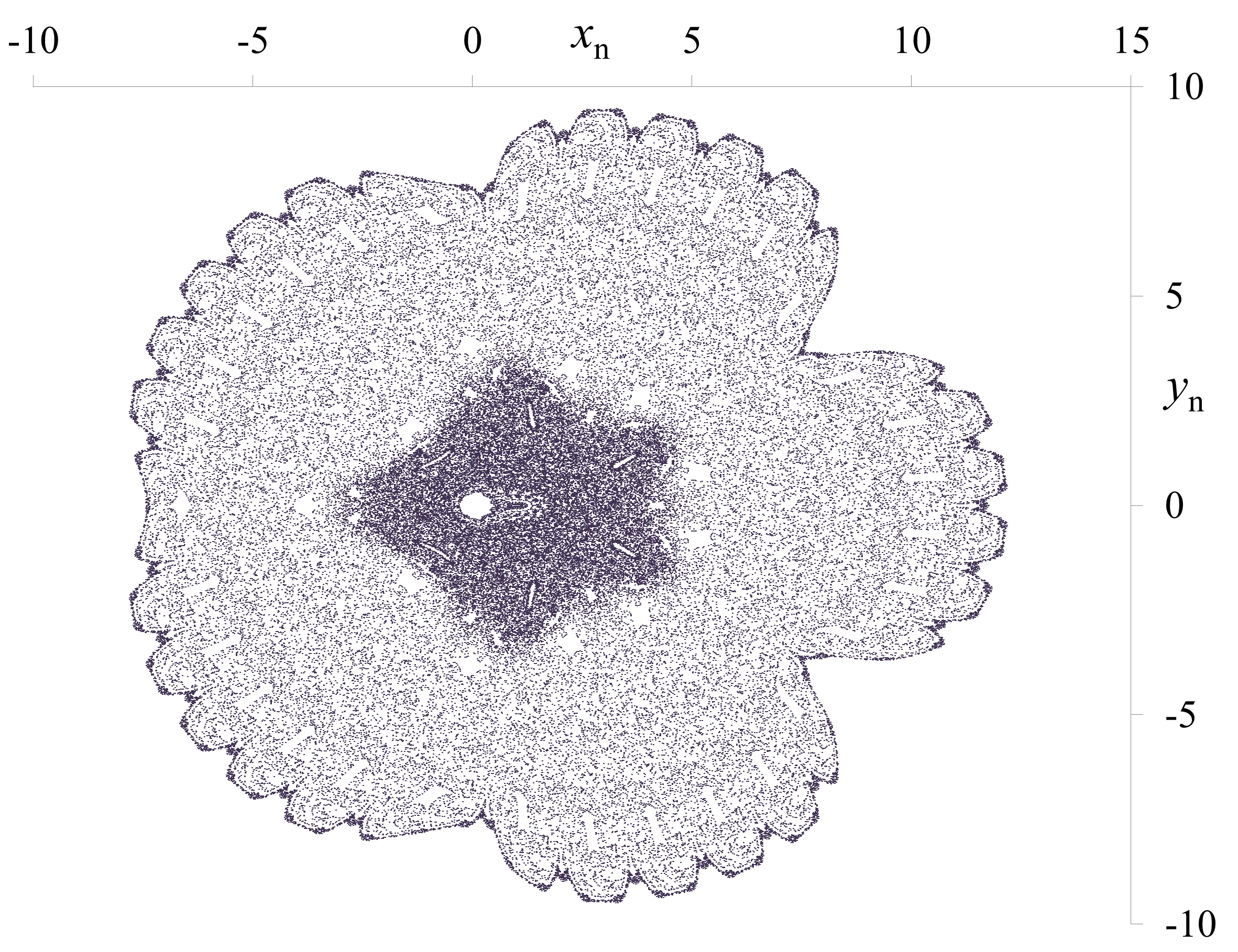
f1-g1, μ = 0.34, x0 = 1, y0 = 1

## 특수한 과도적 움직임
끌개가 존재하는 경우, 궤도는 충분한 시간 경과 후에 끌개로 안정된다. 초기값에서 끌개로 끌려가기까지의 궤도를 '과도 상태' 등이라고 한다. 구모브스키-미라 사상의 움직임의 하나로서, 과도 상태의 궤도가 로지스틱 사상의 분기도와 같은 궤도를 취하는 경우가 있다. 로지스틱 사상은
{\displaystyle x_{n+1}=ax_{n}(1-x_{n})}
라는 형태로 주어지는 1차원 사상이다. 분기 다이어그램(혹은 궤도 다이어그램)은 매개변수와 끌개의 상성을 그리는 것으로, 로지스틱 사상의 분기 다이어그램은 가로축에 매개변수 a 를 취하고, 세로축에 충분한 시간 경과 후의 궤도의 값을 찍어 그린다. 위상 평면상의 궤도란 x-y 평면 위에 x0, x1, x2,... 라는 점의 배열을 그리는 것으로, 분기 다이어그램과는 다른 것이다.
그러나, 구모브스키-미라 사상
{\displaystyle {\begin{cases}x_{n+1}=y_{n}+\alpha y_{n}(1-\sigma y_{n}^{2})+\mu x_{n}+{\dfrac {2(1-\mu )x_{n}^{2}}{1+x_{n}^{2}}}\\y_{n+1}=-x_{n}+\mu x_{n+1}+{\dfrac {2(1-\mu )x_{n+1}^{2}}{1+x_{n+1}^{2}}}\end{cases}}}
의 매개변수를 α = 0.008, σ = 0.05 로 하고, 더욱이 μ 의 값을 1 보다 살짝 큰 값으로 했을 때, 그 궤도를 x-y 평면 위에 찍으면 최종적으로 안정적인 세 주기점으로 흡인되나, 그곳까지의 과도 상태의 궤도가 로지스틱 사상의 분기 다이어그램과 매우 비슷한 형태로 된다.

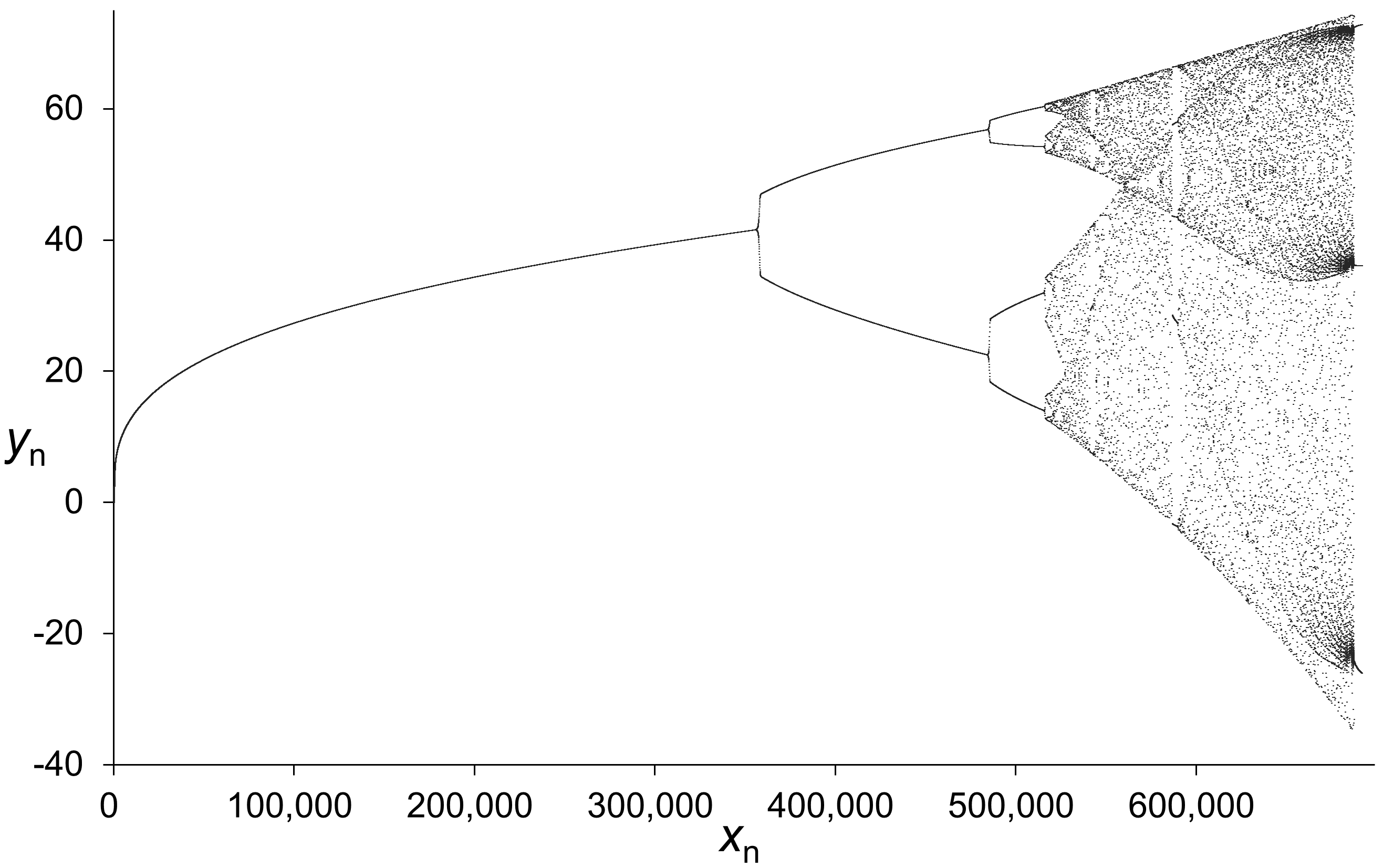
구모브스키-미라 사상에서의 위상 평면상의 궤도이다. 매개변수는 α = 0.008, σ = 0.05, μ = 1.00004 를 사용했다. 궤도는 원점 근방부터 시작했고, 그림의 맨 오른쪽 이후에서는 최종적으로 궤도는 세 주기점으로 수렴한다.

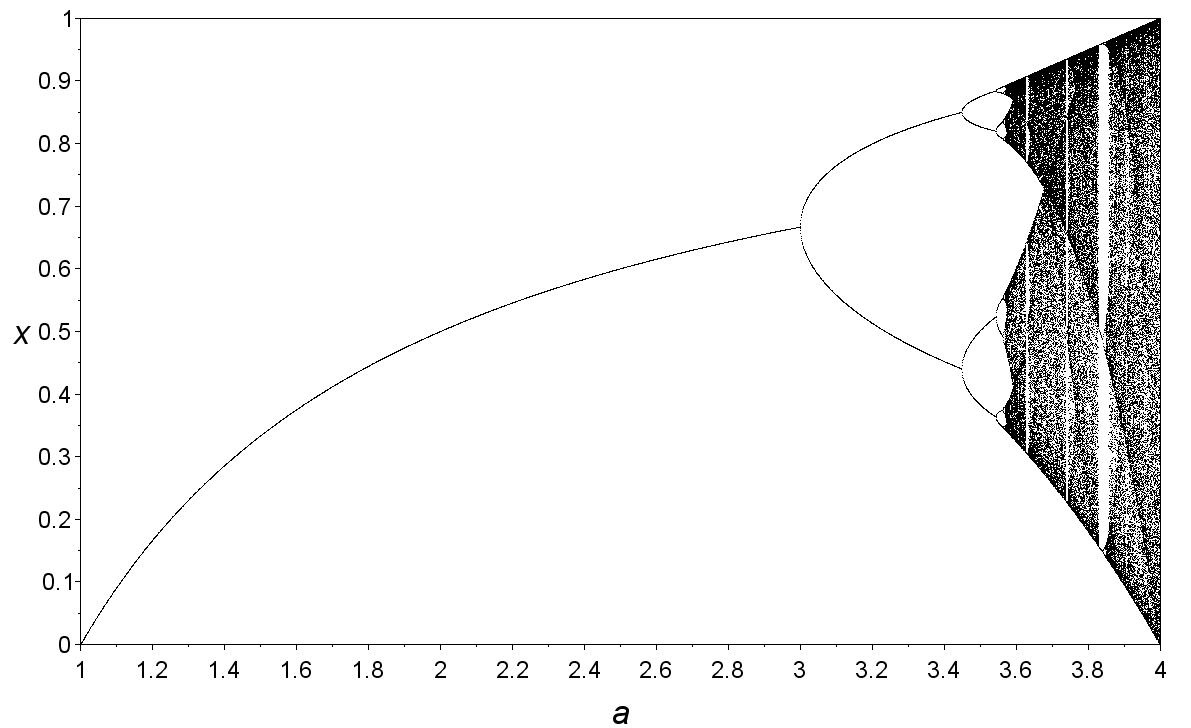
로지스틱 사상의 분기 다이어그램. 가로축의 매개변수 a 가 1 부터 4 까지를 나타내고 있다.

위와 같은 것이 일어나는 기제로서, 다음과 같은 설명이 주어진다. xn+1 대 xn, xn+1 대 yn, yn+1 대 xn, yn+1 대 yn 의 관계를 문제로 된 영역애서 각각 수치적으로 조사한다. 위와 같은 매개변수에 있어서는 xn+1 의 값에 대해 yn 의 변화는 거의 영향을 미치지 않는다. 한편, xn+1 과 xn 은 양의 기울기를 지니는 선형 관계에 있다. 또 yn+1 과 xn 도 양의 기울기를 지니는 선형 관계에 있다. 그리고 yn+1 에 대해 yn 은 위로 볼록한 그래프로 되고, 단봉형의 함수로 된다. 로지스틱 사상도 단봉형의 함수의 형태를 하고 있고, 문제로 된 영역에서 구모브스키-미라 사상의 yn+1 과 yn 의 관계도 같은 형태이다. 또 로지스틱 사상에서는 매개변수 a 의 값이 증가함에 따라 단봉의 최대치가 서서히 커진다. 문제로 된 영역의 구모브스키-미라 사상에서도 xn 의 값이 증가함에 따라 yn+1 대 yn 의 단봉 그래프의 최대치가 서서히 커진다. 따라서 문제의 매개변수로 위상 평면상에 궤도를 그리면 xn 을 조금씩 증가시키면서 yn 의 단봉 함수에 지배된 yn+1 의 종국적 움직임을 자동적으로 그리게 된다. 이는 매개변수 a 를 조금씩 증가시키면서 xn 의 단봉 함수에서 주어지는 xn+1 의 종국적 움직임을 그리는 로지스틱 사상 분기 다이어그램의 그리는 방식과 결과적으로 동일하다.
위와 같은 로지스틱 사상의 분기 다이어그램과 비슷한 형태를 지니는 구모브스키-미라 사상의 과도적 움직임은 혼돈 이론의 일반용 서적의 발간 과정에서 출판사 담당 편집자가 발견했다.